# Cantó d'An Oriant-Centre
El cantó d'Lorient-Centre (bretó Kanton An Oriant-Kreiz) és una divisió administrativa francesa situat al departament d'Ar Mor-Bihan a la regió de Bretanya.

## Composició
El cantó aplega el sector central de la comuna d'An Oriant (An Oriant).

## Història
| Data d'elecció                           | Identitat        | Partit | Qualitat |
| ---------------------------------------- | ---------------- | ------ | -------- |
| 2004-                                    | Norbert Métairie | PS     |          |
| les dades anteriors no són pas conegudes |                  |        |          |
|                                          |                  |        |          |